# تستیمیریتسه
تستیمیریتسه (به چکی: Ctiměřice) یک منطقهٔ مسکونی در جمهوری چک است که در ناحیه ملادا بولسلاو واقع شده‌است.